# José Cort Merita
José Cort Merita (Alcoy 1869 - Alcoy 1942) fue un ingeniero valenciano.

## Biografía
Sus padres fueron Vicente Cort Claur y Julia Merita Merita. Cursó los estudios de aplicación en la Escuela Industrial Elemental de Alcoy (1881-1884). Posteriormente estudió ingeniería en la Escuela Superior de Ingenieros Industriales de Barcelona. Se dedicó a la enseñanza en la Escuela Industrial de Alcoy, primero como auxiliar desde 1899 y después como profesor. Fue nombrado director de la misma en el año 1894.
Se casó con Francisca Botí Gisbert. Sus hijos César Cort Botí y José Cort Botí fueron arquitectos.
Su dilatada experiencia en la docencia haría que fuese designado miembro de la Junta Provincial de Enseñanza en 1923. Más tarde fue director de las Escuelas Superior y Elemental de Trabajo. Fue cesado del puesto al comienzo de la guerra civil española, en un decreto del 23 de agosto de 1936, junto con otros muchos docentes (incluido Miguel de Unamuno) por ser crítico con el gobierno de la República. Se jubiló en 1939, año en el que fue designado director honorario de dicha escuela. Falleció en Alcoy en 1942.
Tiene dedicada una calle en Alcoy, junto al viaducto de Canalejas.

## Obras
Algunas de sus obras más destacadas, por orden cronológico, son:
- Alumbrado de la Glorieta de Alcoy (1899).
- Panteón familiar de Agustín Gisbert: obra de Vicente Pascual Pastor, José Cort Merita como ingeniero, Fernando Cabrera Cantó como pintor y Lorenzo Ridaura Gosálbez como escultor. (1903). Estilo modernista.
- Fábrica en calle Agres 8, en Alcoy, junto con el arquitecto Vicente Pascual Pastor. (1904-1913). Estilo modernista.
- Galería subterránea de sillarejo en el Molinar de Alcoy.